# Lodelinsart
Lodelinsart település a belgiumi Hainaut tartományban található Charleroi város része. A települést, amelynek területe 2,96 km² és lakossága kb. 6800 fő, 1977-ben vonták össze a közeli nagyvárossal.

## Története
A város nevében a "sart" a vallón "essart" szóból ered, amely "tisztást", "irtást" jelent. A hagyomány szerint Lodelinsart első lakói összegyűltek, hogy polgármestert válasszanak maguknak ("Maître du bourg" franciául). Mivel az összegyűltek egyik jelölttel sem voltak annyira megelégedve, hogy megválasszák, ezért versenyt szerveztek a jelöltek között. Az indulás körül felfordulásban egy fiatal borjú ("veau" franciául, "via" vallonul) annyira megrémült, hogy futásnak eredve az összes jelöltet lehagyta és elsőként ért célba. Így eshetett meg, hogy Lodelinsart első polgármestere egy borjú volt. A helyi lakosság úgy állt bosszút a rajtuk esett sérelmen, hogy újszülött borjúkat ettek - a borjúfej ("tête de veau") az egyik legismertebb helyi specialitás. A helyieket viszont azóta is "Vias du sart"-nak csúfolják, ami kb. "a tisztás borjúi"ra fordítható.
A települést három kerületre osztották fel: "Gros-Fayt", a "Centre" és "Lodelinsart-Ouest". "Fayt" vallonul nyírfát jelent, és egészen a 17. századig a település területét, de elsősorban a Gros-Fayt kerületet, sűrű nyírfaerdő borította. A város a 19. sz. során jelentős fejlődésen ment keresztül és számos üveggyártó üzemet, illetve a tüzelőanyagot biztosító szénégetőt létesítettek a területén. A környéket a gazdasági fejlődést kísérő kulturális fellendülés miatt, kis nagyzolással, "Petit Paris" néven emlegették ekkor. Erre a korszakra emlékeztet a "la Ruche Verrière"  (korábban Union Verrière) nevű kávézó és színház, amit az azonos nevű vállalat építtetett 1880-ban.
Ma már csak egyetlen üveggyártó működik, a belga Glaverbel tulajdonában, az üzem a Garenne iskola és a Salle du Spîroudôme mögött, a rue du Chênois utcában található.
A korszak másik maradványa a mardi-gras ünnepségeket követő szombaton megrendezett bál: a "Les Climbias" (a helyi üveggyárosok testülete) szervezte a "la Ruche Verrière"-ben, délután a gyereket, este 9-től a felnőttek számára, érdekesség, hogy transzvesztita-vetélkedőt is rendeztek ezzel egyidőben. A régen csak helyben ismert bálra ma már messziről érkeznek vendégek és a bál bevételét a "Les Climbias" által kiválasztott alapítványnak utalják át.
Napjainkban Lodelinsart lesz az otthona Charleroi legújabb kórházának, amelyet a "Bon-Air" néven ismert területre fognak felépíteni.